# Grundvattnet (Hotagens socken, Jämtland)
Grundvattnet är en sjö i Krokoms kommun i Jämtland och ingår i Ångermanälvens huvudavrinningsområde. Sjön har en area på 0,351 kvadratkilometer och ligger 441,6 meter över havet.

## Delavrinningsområde
Grundvattnet ingår i det delavrinningsområde (712642-145028) som SMHI kallar för Utloppet av Grundvattnet. Medelhöjden är 494 meter över havet och ytan är 2,29 kvadratkilometer. Räknas de 14 avrinningsområdena uppströms in blir den ackumulerade arean 43,9 kvadratkilometer. Vattendraget som avvattnar avrinningsområdet har biflödesordning 5, vilket innebär att vattnet flödar genom totalt 5 vattendrag innan det når havet efter 273 kilometer. Avrinningsområdet består mestadels av skog (82 procent). Avrinningsområdet har 0,35 kvadratkilometer vattenytor vilket ger det en sjöprocent på 15,2 procent.